# Gyálarét
Gyálarét ist Teil der Stadt Szeged im Komitat Csongrád-Csanád in Ungarn. In der ehemals eigenständigen Gemeinde befindet sich der am tiefsten gelegene Ort des Landes auf einer Höhe von 78 m über dem Meeresspiegel.

## Lage
Gyálarét liegt am westlichen Ufer der Theiß im südlichen Stadtteil Délikert und ist etwa 7,5 km vom Stadtzentrum entfernt. Der tiefste Punkt befindet sich im Ortsteil Lúdvár.

## Geschichte
Frühe Kulturen

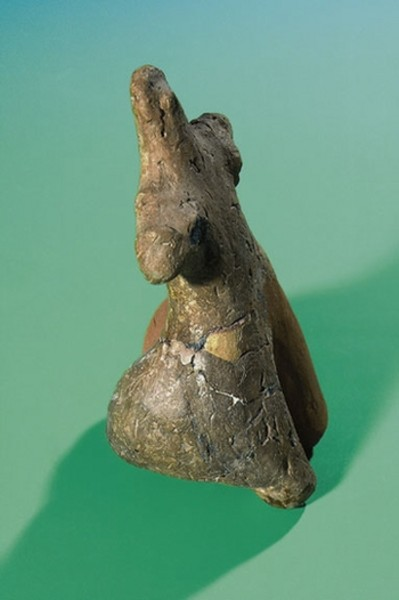
Die Venus von Lúdvár

Das Gebiet des heutigen Gyálarét war schon in der Steinzeit besiedelt. Das Szegeder Móra Ferenc Múzeum führte in den 1960er (bzw. anderen Aufzeichnungen zufolge in den 1970er Jahren) Ausgrabungen durch, wobei Spuren einer 7700–7800 Jahre alten Siedlung entdeckt wurden. Die Siedlung gehört bereits zur Jungsteinzeit, die im Karpatenbecken mit dem Erscheinen der Körös-Kultur und der Starčevo-Kultur einsetzt. Mit Hilfe der Radiokohlenstoffdatierung wurden Fundstücke beim Gehöft Gyálarét-Szilágyi auf 7090 ± 80 BP datiert.
Die damalige Bevölkerung setzte sich aus den Körös- und Starčevo-Kulturen sowie den dort ansässigen mittelsteinzeitlichen Jägern und Sammlern zusammen. In dem Gebiet wurden die ältesten Funde der Körös-Kultur aus der Zeit um 5140 v. Chr. entdeckt. Zu den steinzeitlichen Funden gehört eine vier Zentimeter große Kultstatuette, die sogenannte Lúdvári Vénusz. Gegenwärtig (2008) befindet sie sich im Tornyai János Múzeum in Hódmezővásárhely.
Mittelalter und Neuzeit

Der Name Gyála wurde zuerst im Jahr 1411 genannt. Im 16. Jahrhundert wurde der Ort zerstört und 1647 schließlich erneut besiedelt. Nach der Niederlage des osmanischen Reiches im Venezianisch-Österreichischen Türkenkrieg Anfang des 18. Jahrhunderts war der Ort unter der Herrschaft der Habsburger. Die Bevölkerung bestand größtenteils aus Serben.
19. Jahrhundert

In der revolutionären Zeit von 1848 und 1849 wurde auch in Gyálarét gekämpft:
„In den Erinnerungen des Volkes an den Gutshöfen lebte noch die Erinnerung an die erfolgreiche Schlacht von Gyálarét (26. März 1849), als Ungarn nach einem zweistündigen Kampf gegen Serben viele Waffen und Wägen in Beschlag nahmen und auch 30 Gefangene machten.“
„A tanyák népének emlékezetében még élt a sikeres gyálaréti csata (1849. március 26.), amikor a magyarok a szerbekkel szemben kétórai heves harc után rengeteg fegyvert, társzekeret koboztak el és 30 foglyot is ejtettek.“
Der ehemalige k.u.k. Oberleutnant Sándor Igmándy führte dort von 1848 bis 1849 die ungarischen Truppen. Nach dem Freiheitskampf leitete er den Rechnungshof im Komitat Somogy, wo er am 13. Juli 1877 in Kaposvár starb.
In den 1850er Jahren wurde die Theiß im Rahmen einer Regulierung umgeleitet, so dass die Gyála nicht länger von der rét („Wiese bzw. Au“) getrennt war. So entstand der Altwasserbereich Gyálaréti-Holt-Tisza.
20. Jahrhundert

Mit dem Vertrag von Trianon wurde die Theiß in diesem Landesteil zum Grenzfluss. Der innere Teil von Gyála gehörte zu Serbien, Nagyrét, bestehend aus Fehérpart, Szilágy und Lúdvár auf der anderen Seite des Flusses blieben ungarisch. Im Rahmen späterer Bodenreformen wurden diese Bereiche in kleiner Einheiten aufgeteilt. Am Szilágyi-Gehöft begannen verarmte Bauern und Arbeiter Szeged und Umgebung eine neue Siedlung zu errichten.

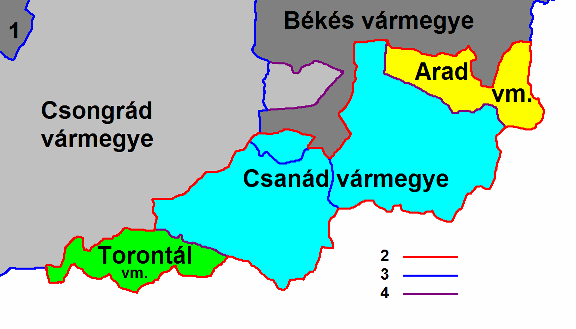
Die historischen Teile des Komitats Csanád, Arad und Torontál

Gyála gehörte zum Komitat Csanád, Arad und Torontál (siehe: historischen Komitats), das im Jahr 1923 umstrukturiert wurde. Torontál war danach Teil Rumäniens.
 1946 erhielt der Ort den Namen Gyálarét. und war bis 1950 Teil des Komitats Csanád. Mit der Komitatsreform des Jahres 1950 wurde Gyálarét zusammen mit dem Bezirk Szeged an das Komitat Csongrád angegliedert.

Die Abbildung zeigt die Grenzen der ehemaligen Komitate:
1. Pest-Pilis-Solt-Kiskun
2. Csanád, Arad és Torontál 1923–1945
3. heutige Komitatsgrenzen
4. 1914 aufgelöste Komitatsgrenzen

Am 16. Juli 1972 wurde Gyálarét zusammen mit Röszke zum Grenzschutzposten. 1973 wurde es wie viele andere Gemeinden an Szeged angegliedert.
Das Kulturhaus

Das Kulturzentrum in Gyálarét gehört dem Móricz Zsigmond Művelődési Ház („Zsigmond Móricz-Kulturhaus“) in Szeged-Szentmihály an. Es befindet sich am Hauptplatz der Gemeinde und beherbergte bis 1985 die örtliche Schule.
 Die Einwohner bauten das sich in einem sehr schlechten Zustand befindende Gebäude zu einem Kulturzentrum um. Bis auf den Grundriss wurden alle Gebäudeteile, die Stromversorgung und die Einrichtung erneuert. Im Jahr 2004 wurde es fertiggestellt.

## Bevölkerung

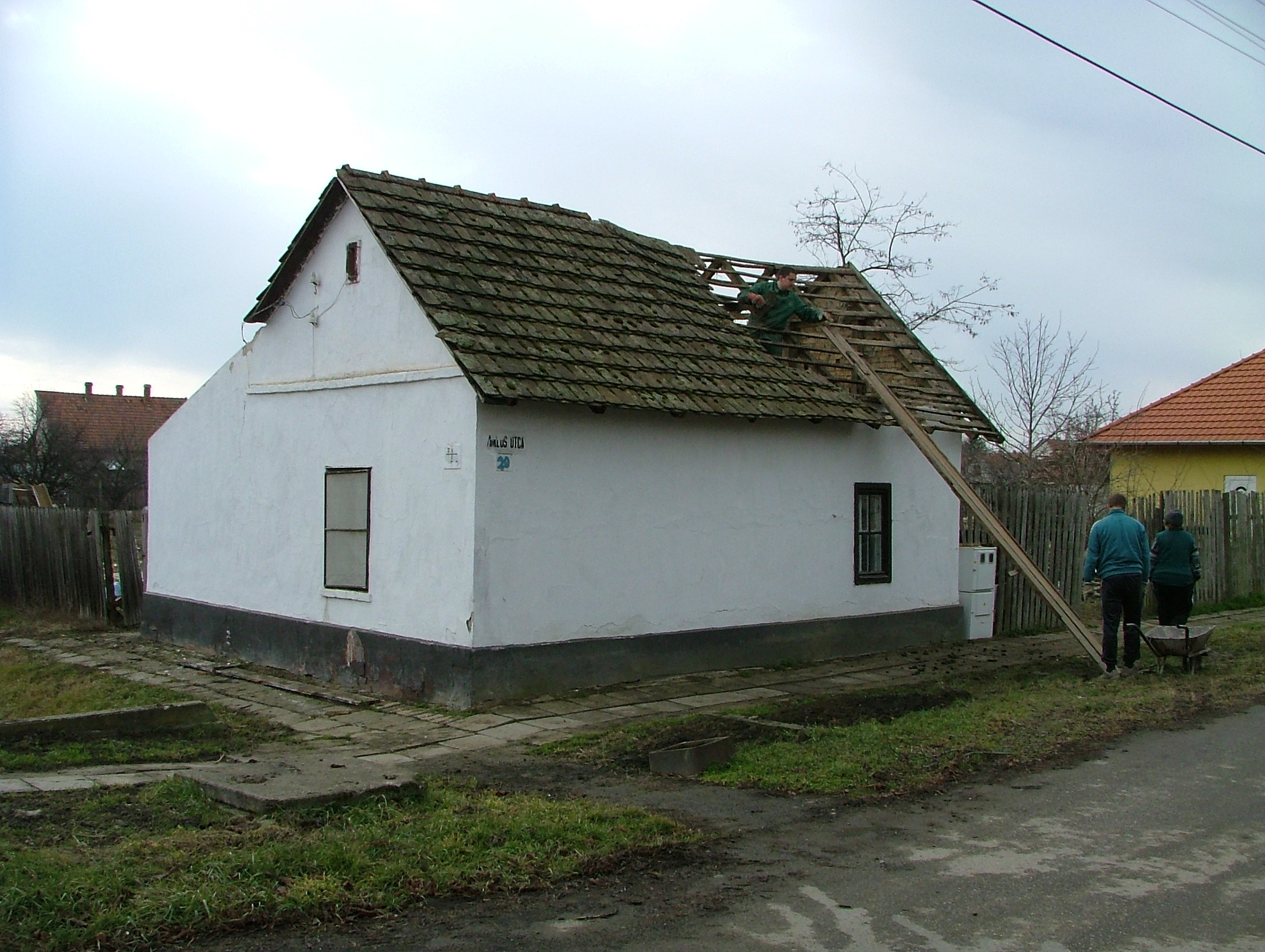
Abriss eines alten Hauses

Gemäß der Volkszählung von 2001 lebten 1123 in 389 Häusern.
Zu der Siedlung gehören auch die sogenannten Gyálaréti kiskertek („Kleingärten Gyálarét“), wo 140 Einwohner in weiteren 95 Häusern und 12 Gutshöfen lebten. So bestand die Gesamtbevölkerung aus 1268 Personen.

## Sonstiges
Gyálarét wird von den älteren Dorfbewohnern auch Szárízék-Dorf genannt. Der Name hat seinen Ursprung darin, dass die Einwohner Maisstielen (szárízék) benutzten, um damit Zäune um ihre Häuser zu bauen.